# Puntate di Germinal
La miniserie televisiva Germinal è composta, nel suo formato originario, da sei puntate. L'opera è stata pubblicata sulla piattaforma Salto dal 1º settembre 2021. In chiaro, è stata trasmessa in prima visione assoluta su France 2 dal 27 ottobre al 10 novembre 2021.
In Italia, la prima parte è stata pubblicata in anteprima su Raiplay. La stagione completa è trasmessa in prima visione assoluta su Rai 3 dal 29 aprile  al 13 maggio 2022, in tre episodi.
| nº | Titolo originale | Titolo italiano | Prima TV Francia | Prima TV Italia |
| -- | ---------------- | --------------- | ---------------- | --------------- |
| 1  | Épisode 1        | Prima parte     | 1 settembre 2021 | 29 aprile 2022  |
| 2  | Épisode 2        | Prima parte     | 1 settembre 2021 | 29 aprile 2022  |
| 3  | Épisode 3        | Seconda parte   | 1 settembre 2021 | 6 maggio 2022   |
| 4  | Épisode 4        | Seconda parte   | 1 settembre 2021 | 6 maggio 2022   |
| 5  | Épisode 5        | Terza parte     | 1 settembre 2021 | 13 maggio 2022  |
| 6  | Épisode 6        | Terza parte     | 1 settembre 2021 | 13 maggio 2022  |

## Episodio 1
- Diretto da: David Hourrègue
- Scritto da: Julien Lilti

### Trama
Étienne Lantier, ragazzo di vent'anni, scappa da Lille sia perché ha tentato di sindacalizzare gli operai della fabbrica dove lavorava sia perché ha ucciso un uomo per legittima difesa durante un'aggressione perpetrata nei confronti di un altro operaio. Si reca a Montsou dove cerca lavoro e lo trova in miniera. Scopre quanto sia duro lavorare a seicento metri sottoterra come cavatore di carbone. Inoltre, sperimenta i soprusi e gli sfruttamenti dei padroni. Decide di restare, soprattutto perché s'invaghisce della bella Catherine. Nel corso delle settimane, Etienne diventa un buon minatore e si integra nel gruppo di lavoro di Mehau. Un giorno, lui e i suoi compagni vengono multati perché non hanno posizionato bene i sostegni di legno. Étienne inizia a pensare a uno sciopero. Catherine sembra sfuggirgli a causa di Chaval, un lavoratore brutale ma carismatico. Étienne inizia a sognare la rivoluzione sociale. Incontra anche Souvarine, un meccanico anarchico e Rasseneur.

## Episodio 2
- Diretto da: David Hourrègue
- Scritto da: Julien Lilti e Loïc Barrère

### Trama
Le settimane passano e la rabbia dei minatori continua a crescere di fronte all'ingiustizia. Le cose peggiorano quando ai minatori vengono applicati ribassi all'asta per i lotti da scavare e devono pagare a parte il legname per le strutture di sostegno. Étienne riesce a convincere i suoi colleghi a creare una cassa di solidarietà da usare quando proclameranno lo sciopero. Tuttavia, questa manovra è svelata dai capi dell'azienda che preparano una contromossa. Il direttore della miniera Hennebeau prova quindi un piacere malizioso nel provocare i minatori invitandoli a casa sua per prenderli in giro. È convinto che la paura della miseria e della carestia impedirà loro di agire. Mentre i minatori stanno lavorando, una frana ne uccide diversi e lascia il giovane Jeanlin Maheu con le gambe malconce per cui non potrà più lavorare. Questo incidente segna un punto di non ritorno. Maheude, la madre di Jeanlin e moglie di Maheu, indica al marito di proclamare lo sciopero. Visto il sopraggiungere di Hennebeau con il suo capo ingegnere, i lavoratori iniziano a gridare: Sciopero!

## Episodio 3
- Diretto da: David Hourrègue
- Scritto da: Julien Lilti, Chérif Sais e Samir Oubechou

### Trama
Lo sciopero è iniziato ed è stato particolarmente ben seguito grazie al buon uso della cassa di risparmio e  cresce anche di fronte alla inflessibilità della compagnia ad accettare le richieste dei minatori. Le settimane passano e l'inizio di un altro inferno si profila all'orizzonte: la fame. I magri risparmi del gruppo dei minatori non dureranno a lungo. Tanto più che la compagnia ha inviato un gruppo di criminali comandati da Bressan per spezzare il movimento attraverso l'uso della violenza. Infatti, mentre Maheu e i suoi stanno facendo un picchetto per la notte, vengono picchiati da uomini incappucciati ovvero Bressan e i suoi. Le cose sembrano migliorare quando Étienne scopre di aver ricevuto una lettera con 400 franchi inviati da Pluchart, capo del movimento socialista dell'internazionale dei lavoratori, che permettono di rimpinguare la cassa di risparmio. Lo sciopero può continuare. Alla riunione dei minatori, Pluchart tiene un discorso ai minatori e contrasta Rasseneur che vuole negoziare. I minatori decidono di aderire all'internazionale. Nel frattempo, Bressan ne approfitta per entrare a casa di Maheu e rubare la cassa di risparmio più le cose di Étienne. Quest'ultimo uscito dalla riunione, viene aggredito da Bressan e altri quattro. Dopo averlo pestato lo gettano nel fiume. La Mouquette, che ha visto tutto, salva Étienne da morte certa. I minatori iniziano a credere che Étienne sia un ladro e che se ne sia andato. La situazione peggiora e i minatori negoziano con Hennebeau ottenendo un aumento di un centesimo a berlina. Étienne si riprende e, di fronte al rischio della smobilitazione, riesce a tenere uniti i minatori. Dà loro coraggio e speranza con i suoi discorsi ispirati, parlando loro di libertà, uguaglianza e giustizia. Lo sciopero è più forte che mai e si decide di marciare su Jean Bart per porre fine a ogni attività.

## Episodio 4
- Diretto da: David Hourrègue
- Scritto da: Julien Lilti, Maud Garnier, Clémence Lebatteux, Chérif Sais e Samir Oubechou

### Trama
Étienne si sta riprendendo e nel frattempo lo sciopero è diventato generale visto che Chaval e Catherine convincono i minatori della fossa di Jean Bart diretta dall'indipendente Victor Deneulin, peraltro uno dei padroni progressisti, a scioperare. Bressan spinge Hennebeau a chiamare l'esercito ma egli rifiuta perché vuole far capitolare prima Deneulin. Rasseneau presenta le sue scuse a Étienne e svela le sue preoccupazioni riguardo alla possibilità dell'arrivo dell'esercito. Maheu ha l'idea di tagliare il cavo del telegrafo. Nel frattempo, Deneulin convince Chaval a riprendere il lavoro dandogli una promozione a sorvegliante e 5 centesimi in più a berlina ai minatori tra due mesi. Gli altri minatori vedendo il fumo dalla fossa si dirigono lì. La marcia assume rapidamente l'aria di una rivoluzione. Alla fossa Jean Bart gli scioperanti hanno distrutto gli impianti di ventilazione e l'ascensore. Catherine e Chaval sono sotto a lavorare. L'anarchico Souvarine sostiene che l'unica via d'uscita dal conflitto è la pura e semplice distruzione della miniera. Étienne e Maheu suonano l'allarme. I minatori risalgono in superficie attraverso le scale. I minatori vogliono uccidere Chaval. Catherine interviene e difende Chaval. Ancora innamorato, Étienne interviene evitando il peggio. La folla di minatori si dirige poi verso le altre fosse. Ovunque compiono atti di vandalismo e gli spiriti sono incandescenti. La situazione è totalmente fuori  controllo. La folla si dirige verso il villaggio. Le donne saccheggiano il negozio di alimentari. L'avido Maigrat cerca di scappare. Le donne si vendicano di tutti i suoi misfatti, le umiliazioni e gli abusi subiti linciandolo. Il direttore della miniera di Hennebeau scopre dai suoi servi che è stato tradito dalla moglie con l'ingegnere Négrel, con suo nipote, si chiude in una logica suicida. Così si reca in chiesa per confessarsi col prete. Nel frattempo, i minatori si dirigono verso la chiesa con Étienne che tenta di calmarli. Étienne resta convinto che il socialismo vincerà e che una soluzione negoziata è possibile. Entra in chiesa e tenta di convincere Hennebeau a dare 5 centesimi in più a berlina e a togliere il costo dell'armatura. Hennebeau è irremovibile. Il sinistro Bressan, che nutre un odio illimitato per Étienne, manda uno dei suoi a chiamare la gendarmeria. Étienne dice ai suoi che non verrà concesso nulla e così inizia l'assalto alla chiesa. Sopraggiunge la gendarmeria che mette in atto una repressione spietata. Bressan tenta di uccidere Étienne ma, mentre sta prendendo la mira, questi viene salvato.

## Episodio 5
- Diretto da: David Hourrègue
- Scritto da: Julien Lilti, Mélusine Laura Raynaud e Cheikna Sankaré

### Trama
Étienne si nasconde per sfuggire ai gendarmi e a Bressan, che vuole a tutti i costi arrestare l'uomo. Alzire, una delle figlie di Maheu, si ammala gravemente. Nonostante le loro sofferenze, i lavoratori continuano a non rinunciare allo sciopero. Mentre la signora Hennebeau fa i colloqui per assumere un nuovo maggiordomo, arriva suo marito che le impedisce di continuare e decide di assumere una governante. Inoltre, assume i lavoratori belgi di Quiévrain per riprendere la produzione a Voreux. Ordina a Paul Négrel, suo nipote e ingegnere della miniera, di avvertire i minatori della sua decisione e di lasciare la casa. I minatori assaltano i convogli dei minatori belgi ma vengono messi in fuga dall'arrivo di Bressan. Étienne esce solo di notte per raggiungere i suoi compagni. Viene aggiornato e vuole costituirsi per liberare i compagni fatti prigionieri ma la signora Maheu glielo impedisce. Étienne viene fermato da un soldato che poi lo lascia andare. Jeanlin, vedendo sua sorella Alzire star male, cerca di rubare qualcosa dagli alloggi dei minatori belgi per rinvigorirla. Purtroppo, quando rincasa scopre che è deceduta. Negrel lascia madame Hennebeau convinto di sposare Cecile. Étienne si reca alla locanda dove discute con Rasseneur e Souvarine, poco dopo arrivano Chaval e Charlotte. Tra i due uomini scoppia una rissa. Dopo aver perso, Chaval se ne va e Catherine decide di tornare a casa. Nel tragitto,  Étienne le confessa il suo amore ma viene respinto. Jeanlin, arrabbiato, uccide un soldato ed Étienne non riesce a fermarlo. Maheu ed Étienne vanno dai belgi per convincerli a scioperare. Ci riescono e l'indomani i minatori si recano in miniera. L'ingresso di Voreux è sorvegliato da soldati a cui è stato ordinato di usare le armi solo come ultima risorsa. La folla cerca di avanzare, di respingere i soldati, mentre li insulta. I soldati, convinti dalle parole della signora Maheu, abbassano le armi. Nel mentre arriva un uomo a cavallo che trasporta il corpo del soldato ucciso. La situazione si ribalta e iniziano a sparare. Toussaint Maheu muore.

## Episodio 6
- Diretto da: David Hourrègue
- Scritto da: Julien Lilti, Chérif Sais e Samir Oubechou

### Trama
Dopo aver tenuto i funerali, Étienne si rende conto del suo fallimento e cade nella disperazione. Alcuni, come Maheude, non vogliono arrendersi, ma sono in minoranza. Étienne si confronta con Hennebeau durante una conferenza stampa. Alcuni minatori, convinti da Souvarine, vogliono uccidere Bressan. Étienne riesce a prendere tempo finché non arriverà la risposta al telegramma che ha invitato a Pluchart. Negrel e Cecile si sposano. Hennebeau incontra Pluchart durante il matrimonio. Jeanlin, che ha visto tutto, lo racconta a Étienne. A tarda sera i minatori capeggiati da Étienne fermano la carrozza su cui viaggia Pluchart. Quest'ultimo non fa sconti a Étienne rinfacciandogli tutti gli errori che ha commesso visto che i minatori del Voreaux sono considerati una banda di selvaggi. Chiede anche di non usare più il nome dell'Internazionale. Étienne e i minatori trovano Bressan in un bordello. Dopo averlo pestato, Étienne lo uccide con un colpo di pistola. Hennebeau va da Deneulin poiché ora è il suo capo. Étienne decide di partire per trovare lavoro in città. A sera, mentre Negrel fa visitare la miniera di Voreux a Cecile, Souvarine sabota il sistema di drenaggio dell'acqua. Étienne guarda i minatori mentre si recano alla miniera. Uscito dalla locanda incontra Souvarine. Iniziano a discutere e a un certo punto Étienne vede gli attrezzi usati per il sabotaggio e comprende tutto. Cosi si precipita al Voreux. All'inizio non viene creduto finché non arriva Negrel che decide di avvertire i minatori, cosi i due scendono con l'ascensore. Negrel inizia a dettare ordini mentre Étienne avverte gli altri. Non appena Negrel chiude la porta dell'ascensore, una colonna d'acqua distrugge tutto uccidendo le persone, donne e bambini, all'interno. Le gallerie vengono rapidamente allagate e la miniera inizia a crollare. Alcuni lavoratori riescono a scappare in tempo, ma altri rimangono intrappolati sul fondo. È il caso di Catherine e Chaval, bloccati a diverse centinaia di metri di profondità. Étienne trova Cartherine e tentano di uscire. Chaval inizia una rissa con Étienne, che ha la peggio finché Catherine non lo uccide. I due rimangono però intrappolati nella miniera. In superficie si inizia a comprendere la tragedia che diventa reale quando l'edificio sopra il pozzo crolla e Hennebeau quasi ci rimette la vita. Minatori, scioperanti e no, si impegnano in operazioni di soccorso per tentare di salvare i 74 dispersi. Anche i borghesi prestano aiuto distribuendo cibo. Cecile entra in casa della famiglia Maheu, dove trova Vincent, il nonno cieco ed ex minatore, che la scambia per Alzire. Cecile gli dice di aver portato dello zucchero ma lui la strangola. Hennebeau porta la brutta notizia a Negrel che preso dalla furia, scende in un vecchio pozzo della miniera, e comincia a sferrare picconate per aprire un passaggio. Étienne intravede la luce passare dal buco aperto dalle macerie ma per Catherine è troppo tardi. Étienne in ospedale chiede perdono alla Maheude. Dopo la tragedia, la miniera inizia a ripartire con Deneulin che fa riaccendere i macchinari di Jean Bart e i minatori che s'incamminano verso la miniera. Tra di essi v'è anche Étienne che la Maheude convince a continuare la lotta andando fino a Parigi per spiegare ai borghesi che quando bruciano il carbone stanno bruciando la vita dei minatori.